# Penicillaria nugatrix
Penicillaria nugatrix là một loài bướm đêm trong họ Noctuidae.